# Museo Manitoba
El museo de Manitoba, llamado previamente el museo del Hombre y la Naturaleza, es el mayor museo de Winnipeg (Manitoba, Canadá), así como el centro sin fines de lucro más grande de la provincia para la educación científica y del patrimonio. Ubicado cerca del ayuntamiento, el museo fue diseñado por Henry Herbert Gatenby en 1965.
Además de su exposiciones, su Planetario y su Galería de Ciencias, el museo se centra en recopilar, investigar y compartir el patrimonio, la cultura y el medio ambiente humanos y naturales de Manitoba.
En 1994, la Compañía de la Bahía de Hudson donó su colección histórica de tres siglos de antigüedad (y los fondos de apoyo) al museo, convirtiéndose en la donación corporativa más grande jamás recibida por el museo. El Instituto de Vidrieras de Canadá ha documentado las vidrieras del museo.

## Colecciones
Con más de 2,9 millones de piezas y artefactos, el Museo de Manitoba alberga colecciones que reflejan la historia humana y natural de Manitoba, a través de nueve galerías interpretativas. Juntas, estas galerías exploran la historia y el medio ambiente de la provincia, desde su costa ártica norte hasta sus praderas del sur. Las nueve galerías son:
- Galería de Bienvenida (Welcome Gallery), renovada en 2021.[5]
- Galería de Historia de la Tierra (Earth History Gallery), de 1973.
- Galería Ártica / Subártica (Arctic/Sub-Arctic Gallery), de 1976.
- Galería del Bosque Boreal (Boreal Forest Gallery), de 1980, aunque el Pasillo del Bosque Boreal fue renovado en 2018.[6]
- Galería del Nonsuch (Nonsuch Gallery), renovada en 2018.[6]
- Galería de la Compañía de la Bahía Hudson (HBC Gallery), de 2000.
- Galería de Parques y Bosques Mixtos (Parklands / Mixed-Woods Gallery), de 2003.
- Galería de las Praderas (Prairies Gallery), de 2021.
- Galería Winnipeg (Winnipeg Gallery), de 2019.

La renovada Galería de Bienvenida todavía contiene el diorama original que muestra a un cazador Métis a caballo, acercándose a una manada de bisontes. Una nueva exposición en la Galería, creada en cooperación con la Comisión de Relaciones de Tratados de Manitoba, presenta las medallas, pipas y bolsas para pipas asociadas con estos acuerdos. Evidencia el compromiso del museo con los pueblos indígenas, para contar con precisión la historia de Manitoba.
La Galería de Historia de la Tierra muestra la historia geológica de Manitoba a través de los fósiles del Mar del Ordovícico, que cubrió la provincia hace 500 millones de años. El cambio geológico se reconoce por señales fósiles como el trilobite gigante, el plesiosaurio y el mosasaurio, que habitaron el área de lo que hoy es Manitoba hace casi 80 millones de años.